# FedEx

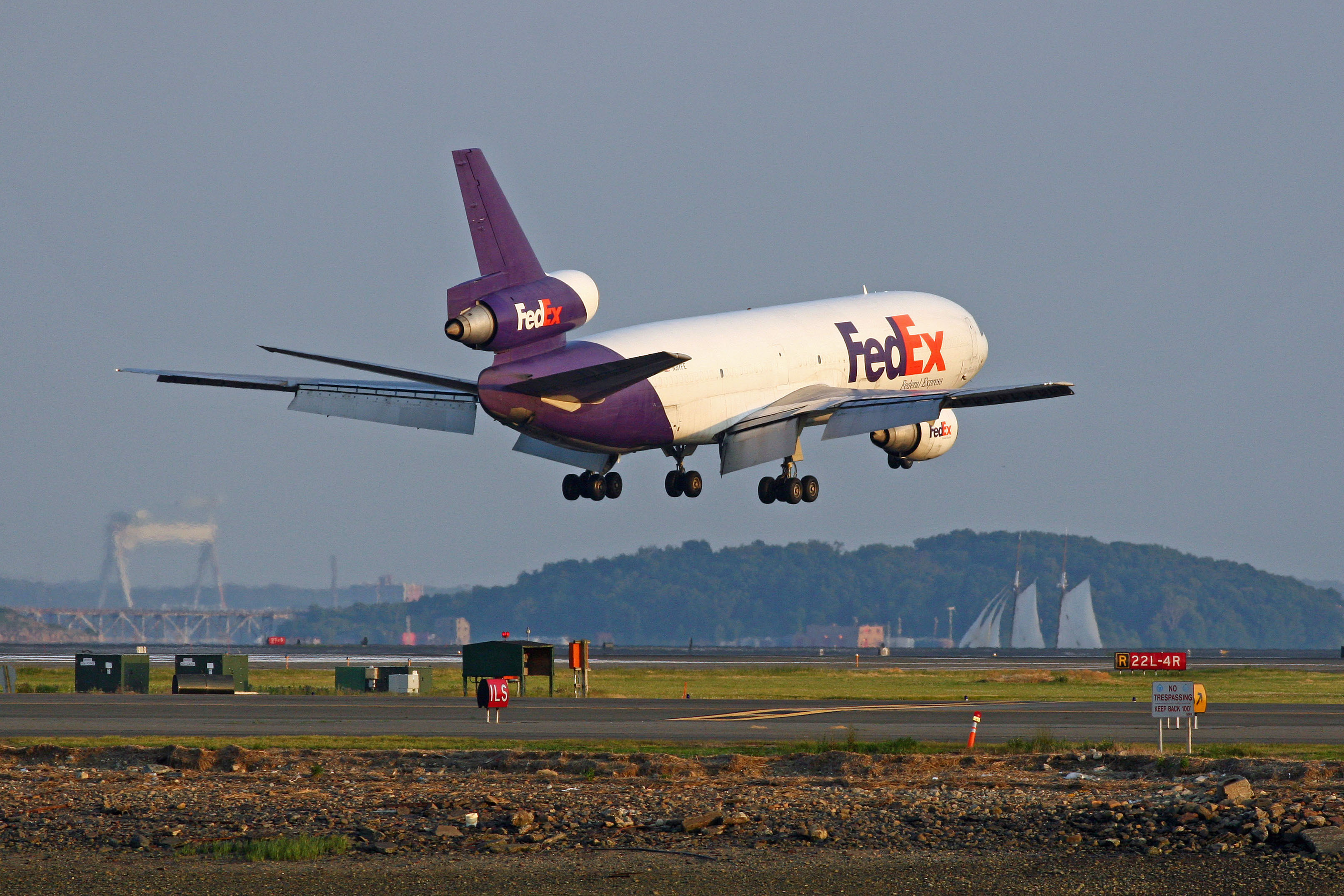
FedEx DC-10, Logan Airport, Boston

FedEx, voluit FedEx Corporation, is een bedrijf dat logistieke en koeriersdiensten aanbiedt via grond, zee en lucht, inclusief zware vracht. FedEx is een lettergreepwoord; een verkorting van de originele bedrijfsnaam Federal Express.

## Activiteiten
FedEx is een grote internationale dienstverlener op het gebied van transport. De belangrijkste goederen die worden vervoerd zijn pakketten en documenten door FedEx Express. De drie andere bedrijfsonderdelen zijn FedEx Ground, FedEx Freight en FedEx Services. De Verenigde Staten is de belangrijkste markt.
De aandelen van het bedrijf staan genoteerd aan de New York Stock Exchange. Het heeft een gebroken boekjaar dat stopt per 31 mei.

### FedEx Express
De luchtvaartactiviteiten werden gebundeld in de dochteronderneming FedEx Express. Het bedrijf is echt gestart op 17 april 1973 met een netwerk van 14 Dassault Falcons die 25 steden in de Verenigde Staten verbonden. FedEx Express was de eerste vrachtluchtvaartmaatschappij die straalvliegtuigen gebruikte voor haar diensten en groeide snel na de deregulering van de sector. FedEx beschikt over een eigen vloot van ongeveer 680 vliegtuigen in mei 2023.

## Geschiedenis
Het bedrijf is opgericht als Federal Express in 1971 door Frederick W. Smith in Little Rock (Arkansas), maar verplaatst naar Memphis (Tennessee) in 1973 nadat de luchthaven weigerde langer diensten te verlenen. De naam is gekozen als symbool voor een nationale marktplaats en met de bedoeling bij te dragen aan het verwerven van contracten bij de Amerikaanse overheid.
In juni 2008 rapporteerde FedEx zijn eerste verlies in zijn geschiedenis. Dit wordt naast de tegenvallende groei en de lage dollarkoers veroorzaakt door de extreem hoge brandstoftoeslag in dat jaar.
In april 2015 bood FedEx € 4,4 miljard op TNT Express. In juli 2016 werd de beursnotering van TNT Express gestaakt en was de overname afgerond.
Vanaf 1 juni 2022 is Rajesh Subramaniam bestuursvoorzitter van FedEx, hij nam de plaats in van oprichter Frederick Smith.

## Logo
In het logo dat gevormd wordt door de letters FedEx bevindt zich tussen de oranjerode letters e en x een pijl. Deze pijl verwijst naar 'vooruit, met snelheid en precisie'.